# Comarostaphylis longifolia
Comarostaphylis longifolia là một loài thực vật có hoa trong họ Thạch nam. Loài này được (Benth.) Klotzsch mô tả khoa học đầu tiên năm 1851.